# Рижский судебный процесс
Ри́жский суде́бный проце́сс — один из послевоенных советских открытых судов в отношении военнослужащих Третьего рейха и его союзников, обвиняемых в совершении военных преступлений в период Второй мировой войны. Проходил в Риге с 26 января по 2 февраля 1946 года. Перед судом предстали восемь высокопоставленных военнослужащих: шесть генералов вермахта, один обергруппенфюрер СС и один штандартенфюрер СА. Всех их судили за преступления, совершенные в 1941—1944 годах на территории оккупированной немцами Прибалтики. Некоторые подсудимые также совершили преступления на иных территориях СССР: в РСФСР (Еккельн, фон Монтетон, Павель, Кюппер и фон Дитфурт), в Белорусской ССР (фон Монтетон, фон Дитфурт, Вертер и Еккельн) и в Украинской ССР (Еккельн и Кюппер).
Подсудимых обвиняли в организации массовых убийств (в том числе евреев и советских военнопленных), уничтожении городов при отступлении, угоне населения в Германию. Семь подсудимых (кроме фон Дитфурта) были приговорены к смертной казни и публично повешены на площади Победы в Риге. Уголовное дело в отношении фон Дитфурта было выделено в отдельное производство, но до суда фон Дитфурт не дожил.

## Название процесса
На обложке дела указано название: «Дело № 2783 по обвинению Еккельна Ф., Руффа З., Дитфурта, В., Беккинга А. и других в преступлениях, предусмотренной ст. 1 Указа Президиума Верховного совета СССР от 19 апреля 1943 года». В советской брошюре 1946 года процесс назван — «Судебный процесс по делу о злодеяниях немецко-фашистских захватчиков на территории Латвийской, Литовской и Эстонской ССР» (латыш. Tiesas prāva par vācu-fašistisko iebrucēju ļaundarībām Latvijas, Lietuvas un Igaunijas sociālistisko republiku teritorijā).
В исторических исследованиях (например, у доктора исторических наук Юлии Кантор и кандидата исторических наук Дмитрия Асташкина) дело называется «Рижский процесс».

## Предыстория

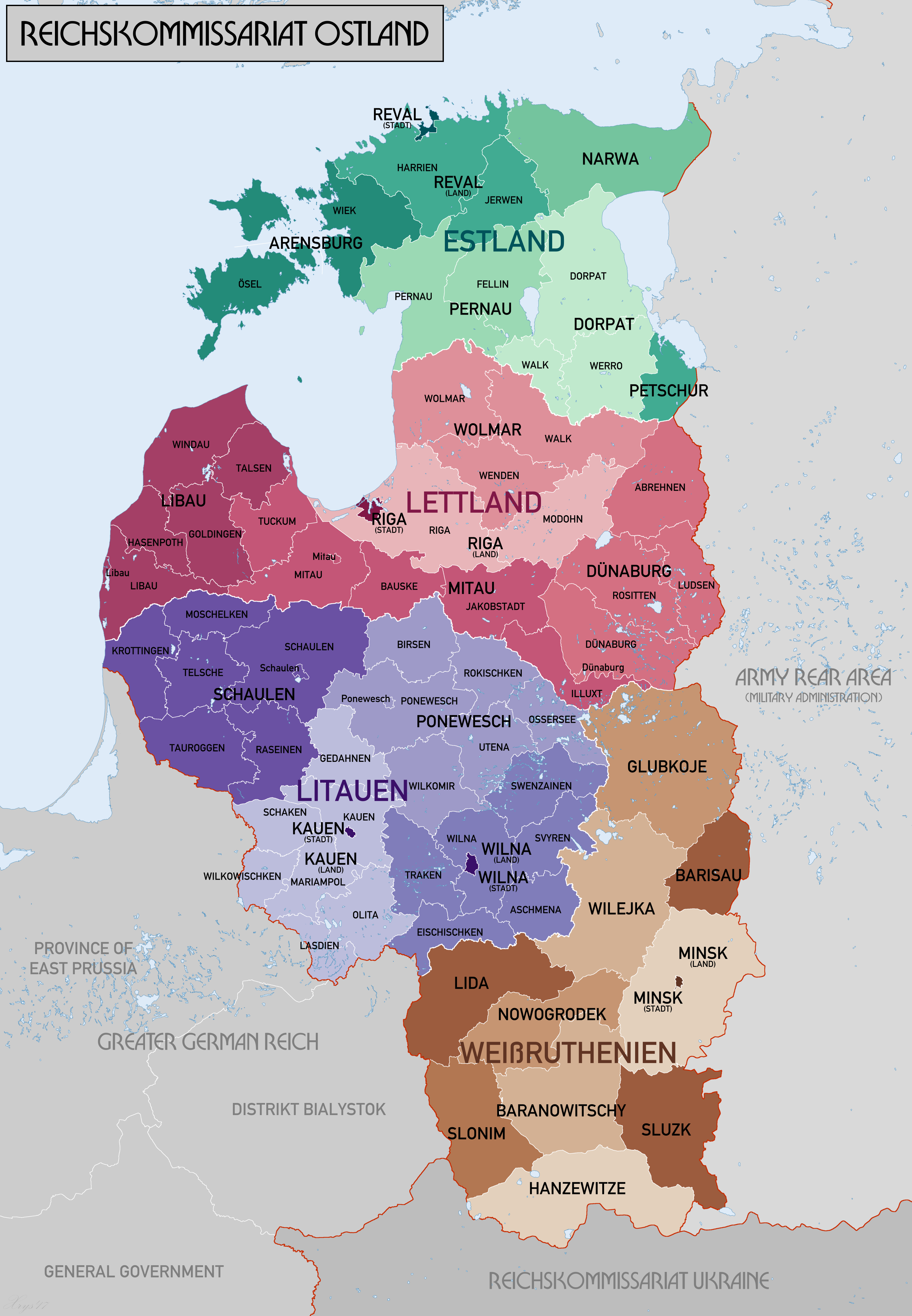
Административно-территориальное деление Остланда

Прибалтика была полностью оккупирована немецкими войсками в 1941 году. В июне — июле 1941 года были оккупированы Литва, Латвия и Южная Эстония. В августе 1941 года была оккупирована Северная Эстония. В сентябре — октябре 1941 года были оккупированы Моонзундские острова.
На территории Прибалтики немцы образовали рейхскомиссариат Остланд, в который включили также часть Белоруссии. Латыши, эстонцы и литовцы не получили даже автономии. Гитлер планировал присоединить Прибалтику на правах рейсхгау. При этом на местах были сформированы из лояльных немцам представителей коренного населения органы местного самоуправления, о которых Ф. Еккельн, руководивший СС и полицией Остланда рассказывал следующее:

Мне приходилось нередко сталкиваться с руководителями латвийского, литовского, эстонского «самоуправления»… Должен сказать, что все они были большими друзьями немцев. Эти люди имели только наши немецкие интересы и нисколько не думали о судьбе своих народов. Это были всего-навсего немецкие марионетки… Они считали, что если даже Германия и проиграет войну, то все равно будет очень хорошо, если они и немцы ликвидируют советских патриотов и особенно коммунистов, так как без коммунистов им будет легче продать свои народы другим сильным державам мира…
На территории Остланда немцы стали проводить политику германизации и десоветизации. Так как большая часть прибалтийских немцев была репатриирована в Германию в 1940—1941 годах, то заселение Прибалтики планировалось провести заново. В конце 1942 года по приказу рейхсфюрера СС Г. Гиммлера и рейхсминистра по делам восточных территорий А. Розенберга начали функционировать учреждения Имперского комиссариата по укреплению немецкого народного духа и Центр по делам фольксдойче; в то же время на территории Латвии, Эстонии и Литве были открыты переселенческие сельскохозяйственные школы.
Осенью 1942 года в Прибалтике начали антропологические исследования литовцев, латышей и эстонцев, по итогам которых специально созданная министерством восточных территорий комиссия подсчитала, что в Эстонии непригодными являются «всего» 25 % коренного населения, в Латвии — около 50 % (за исключением минимально пригодной «с точки зрения расы» Латгалии, где «непригодных» было более 65 %), в Литве непригодными для германизации посчитали 70 %.
На территории Остланда были уничтожены практически все еврейское население (оно было до войны особенно многочисленным в Литве и Латвии), местные цыгане и многие литовские поляки. Кроме того, немцы проводили во всех трех прибалтийских республиках уничтожение советских активистов. Всего немцы арестовали 20 тысяч человек в Латвии (в основном латышей), 20 тысяч человек в Литве (большая часть была литовцами) и 10 тысяч человек в Эстонии (большинство эстонцы). Секретным циркуляром директора просвещения от 9 декабря 1941 года приказано было изъять из библиотек всю советскую литературу:
- Все советские произведения за время с 1917 по 1941 годы;
- Все национальную литературу за 1940 и 1941 годы.

Практиковалось и сожжение книг на площадях городов. Из Остланда массово вывозились в Германию произведения искусства, книги. В 1943 году в СС были мобилизованы 15 тысяч латышей и 30 тысяч эстонцев (в Литве мобилизация не удалась), которые использовались для уничтожения еврейского населения, истребления советских военнопленных, принуждения советского гражданского населения к строительству укреплений, уничтожения населенных пунктов. На территории Остланда были созданы лагеря, где погибло много советских военнопленных, а также гражданского населения (как из Прибалтики, так и из РСФСР). Среди лагерей особую известность получил Саласпилский концлагерь. Известным местом массовых расстрелов в 1941 - 1944 годах служил Бикерниекский лес.
Всего, согласно акту судебно-медицинской экспертизы от 20 января 1946 года, проведенной советскими правоохранительными органами, на территории Прибалтики нацистами были убиты: в Латвии — 313 798 человек, в Литве — 666 273 человека, в Эстонии — 61 тысяч человек.

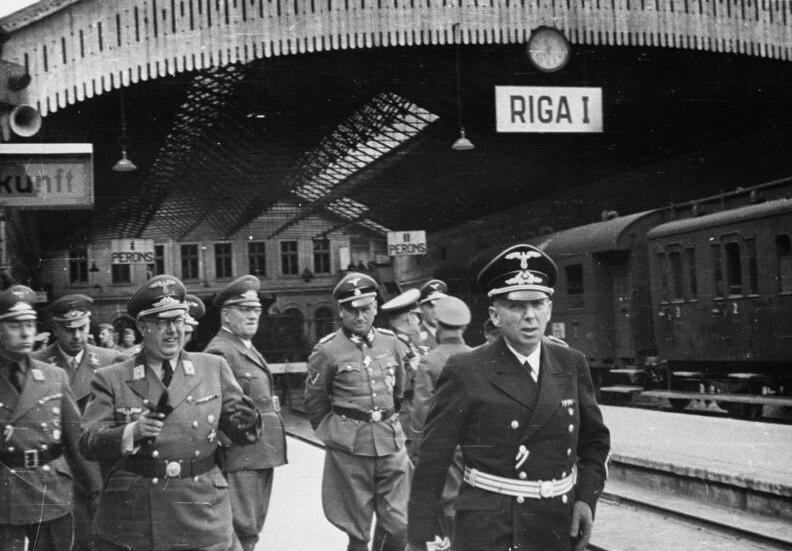
Фридрих Еккельн (5-й слева) с генерал-комиссаром рейхскомиссариата Остланд Генрихом Лозе и группой офицеров на рижском вокзале

Период оккупации Прибалтики продолжался более трёх лет — больше, чем на остальной территории СССР. Освобождение Прибалтики продолжалось с июля 1944 года по май 1945 года. В июле — августе 1944 года были освобождены Литва и часть Латвии, а также некоторые территории Эстонии (в частности, Нарва). В сентябре — ноябре 1944 года были освобождены вся Эстония, а также значительная часть Латвии. Под контролем немцев осталась только Курляндия, где немецкие войска оборонялись до мая 1945 года.
При отступлении из Прибалтики многие населенные пункты были разрушены немцами, а их население угнано. Так, согласно акту комиссии при ЧГК от 13 августа 1944 года на момент вступления Красной армии в Печорах «совершенно не было населения» — все оно было принудительно вывезено немцами.

## Подготовка процесса
Доктор исторических наук Юлия Кантор высоко оценила качество советского следствия:

Процесс был хорошо подготовлен в юридическом и фактологическом смысле — явление, достаточно нетривиальное для сталинской юстиции…
До суда был допрошен ряд свидетелей, проживавших в разных республиках СССР:
- Петер Вальтер (военнопленный), допрошен в Каунасе 22 октября 1945 года;
- Андрей Янсон (православный священник), допрошен в Риге 24 декабря 1945 года;
- Бетия Дитрихсон, Кулдига, допрошена 20 декабря 1945 года;
- Георг Вайсиг, арестованный, допрошен в Минске 24 декабря 1945 года;
- Альфред Витиньш, допрошен 15 декабря 1945 года в Риге;
- Янис Каулиньш, допрошен 21 декабря 1945 года;
- Иван Кронитис, допрошен 14 декабря 1945 года в Риге;
- Ноа Германсон, допрошен 23 декабря 1945 года в Риге;
- Андрей Глудз, допрошен 14 декабря 1945 года в Риге;
- Клавдия Витиньш, допрошена 18 декабря 1945 года;
- Густав Ваганс, допрошен в Риге 18 декабря 1945 года;
- Ирма Блумс, допрошена в Риге 27 марта 1945 года;
- Юрис Акменс, допрошен в Риге 25 декабря 1945 года;
- Николай Салмин;
- Вероника Кербель, допрошена 25 декабря 1945 года;
- Альфред Кремер (военнопленный), допрошен в Риге 25 декабря 1945 года.

Среди допрошенных на предварительном следствии был Г. Янике, который до начала Рижского процесса был осужден и повешен по итогам Ленинградского судебного процесса. В обвинительном заключении по Рижскому процессу приводились в качестве доказательств виновности подсудимого Вертера следующие показания Янике:

322 пехотный полк и ударная рота, выделенная из состава 4 штрафного батальона, на основании приказа Вертер, являвшегося комендантом округа Плюсса — Струги Красные, сожгли следующие населенные пункты: Уторгош, Сербино, Детково, Заяние, Милютино, Селище и др., названия которых я не помню.
Я лично принимал участие в сжигании 25 — 30 населенных пунктов, причем в Уторгоше было расстреляно около 150—170 человек, взятых в плен русских партизан и мирных жителей, в большинстве женщин, стариков и детей школьного возраста.

В деревне Милютино было расстреляно 102 человека, в том числе было много женщин, детей и стариков, вовсе не имевших оружия. Я лично расстрелял 16 человек, это были мужчины и подростки…
16 января 1946 года помощник военного прокурора Прибалтийского военного округа П. И. Фаркин для дополнения имевшихся показаний свидетелей и документальных данных назначил судебно-медицинскую экспертизу. В число экспертов были включены следующие специалисты:
- С. Н. Кривцов, окружной судмедэксперт;
- Э. М. Апсе, заведующий кафедрой патологической анатомии медицинского факультета Латвийского государственного университета;
- К. К. Лотеряйко, судмедэксперт города Риги.

Перед экспертами были поставлены следующие вопросы:
- в течение какого периода и какими способами обвиняемые производили массовое истребление мирных советских граждан и военнопленных;
- какими способами производилось массовое истребление детей и в каких пределах колеблется их возраст;
- какими способами предпринимались попытки скрыть следы массового истребления мирных советских граждан и военнопленных;
- какие последствия влечет за собой стерилизация женщин.

23 января 1946 года в Риге военный прокурор Прибалтийского военного округа Н. П. Завьялов составил обвинительное заключение по делу.

## Состав суда
Суд состоял из четырех членов:
- Председательствующий — полковник юстиции М. И. Панкратьев;
- Члены суда — майор юстиции М. Х. Якобсон-Андерсон и полковник юстиции Э. Р. Кирре;
- Запасный член суда — подполковник юстиции А. К. Бочков.

## Зал суда
Процесс проходил в зале дома бывшего Латышского общества.

## Подсудимые Рижского процесса
На Рижском процессе было изначально (на первом заседании) восемь подсудимых:
- Фридрих Еккельн (родился в 1895 году в Хорнберге, член НСДАП с 1929 года) — обергруппенфюрер СС, командовал СС и полицией в Прибалтике и на части территории Белоруссии;
- Зигфрид Пауль Руфф[нем.] (родился в 1895 году в Кунерсдорфе) — генерал-лейтенант, комендант Риги в 1944 году;
- Альбрехт Дижон фон Монтетон[нем.] (родился в 1887 году в Бернбурге) — генерал-лейтенант, командир 391-й охранной дивизии;
- Фридрих Вертер (родился в 1890 году) — генерал-майор, бывший комендант полевых комендатур № 189 и 186, командир обороны 16-го армейского корпуса по охране побережья Рижского залива[18];
- Ганс Кюппер (родился в 1891 году в Карлсруэ) — генерал-майор;
- Бруно Павель (родился в 1890 году в Пленшене) — генерал-майор;
- Александр Беккинг (родился в 1897 году в Мюнхене, член НСДАП с 1931 года) — штандартенфюрер СА, гебитскомиссар в Эстонии (уезды Таллин, Валка, Выру и Печоры)[19], 12 августа 1944 года взят в плен Красной Армией;
- Вольфганг фон Дитфурт[нем.] (родился в 1879 году в Потсдаме) — генерал-лейтенант.

Все подсудимые значились в материалах дела как немцы. Исключением был подсудимый Дижон фон Монтетон, имевший французские корни, который все равно значился как немец. Советский прокурор пояснил это обстоятельство следующим образом:

Француз по крови — барон Дижон фон Монтетон считает себя, однако, немцем. Не будем оспаривать этого. Подсудимый Монтетон действительно стал в подлинном смысле слова гитлеровским немцем, — такими кровавыми делами отмечен его жизненный путь
Затем число подсудимых сократилось до семи — в «Известиях Советов депутатов трудящихся СССР» появилось сообщение от 28 января 1946 года:

В связи с болезнью подсудимого Дитфурта, генерал-лейтенанта германской армии, командира 403 охранной дивизии, бывшего коменданта города Курска, суд решил его дело выделить и разобрать отдельно по его выздоровлении
Решение о выделении производства в отношении фон Дитфурта было принято на первом судебного заседании — 26 января 1946 года. Вольфганг фон Дитфурт умер в рижской тюрьме через три недели после завершения Рижского процесса и перед новым судом уже не предстал.
По должностному положению подсудимых (преобладанию генералов и тому факту, что среди подсудимых не было ни одного человека в чине младше полковника) Рижский процесс был самым высокопоставленным среди открытых процессов такого рода в СССР.

## Государственный обвинитель
Государственное обвинение поддерживал полковник юстиции Н. П. Завьялов.

## Предъявленные обвинения

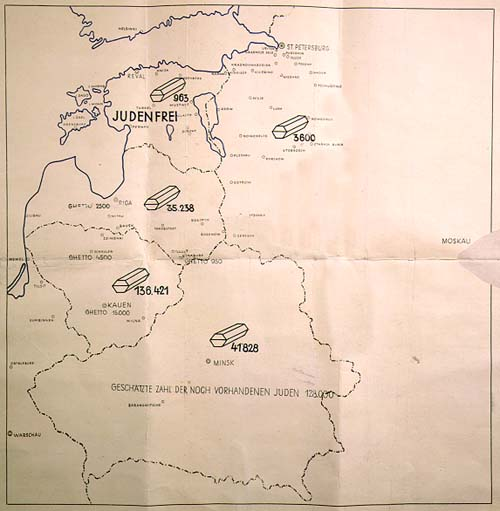
Немецкая карта-отчёт айнзатцгруппы А об уничтожении евреев Прибалтики и Белоруссии

Фридриху Еккельну вменялись в вину преступные приказы:
- Об уничтожении 200 000 евреев в Прибалтике, около 400 000 евреев на Украине и в Белоруссии. Еккельн приказал заключенным вырыть и сжечь все трупы, после чего там же сожгли самих заключенных. В обвинительном заключении отмечалось, что Еккельн не только приказал проводить «массовые расстрелы еврейского населения во всей Прибалтике», но и в ряде случаев лично расстреливал[25].
- О расстрелах цыган Прибалтики и литовских поляков. Согласно обвинительному заключению, «по приказу Еккельна, данному на основании указаний Кальтенбруннера, были истреблены также все советские граждане-цыгане, проживавшие на территории Латвии, Литвы, Эстонии, а также много тысяч поляков, проживавших в Литве»[26];
- О стерилизации сотен женщин из смешанных браков;
- Об уничтожении всех психически больных. В обвинительном заключении сообщалось, что «по приказу Еккельна, подчинёнными ему органами СД и гестапо на территории Латвии, Литвы, Эстонии и Белоруссии путем расстрелов и введения под кожу ядов были истреблены все больные, находившиеся на излечении в психиатрических больницах»[26].

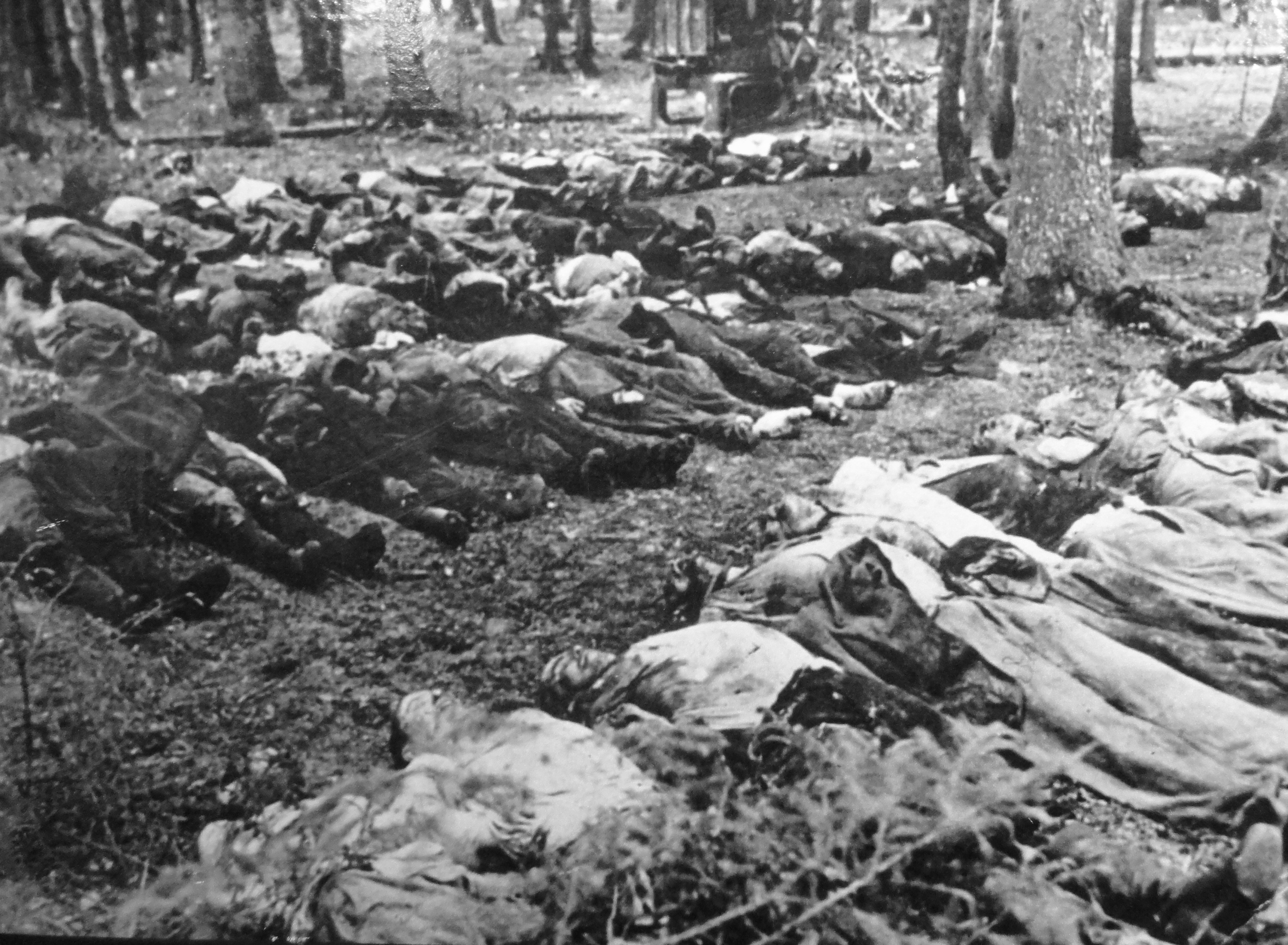
Жертвы массовых убийств в Панеряй (Понарах)

Среди уничтоженных по приказу Еккельна евреев было много евреев-иностранцев. В обвинительном заключении об этом сказано так:

Как установлено следствием, из оккупированных стран — Польши, Чехословакии, Австрии, Бельгии, Голландии и др. на протяжении всего периода оккупации прибывали эшелоны с еврейским населением из западно-европейских стран, и они такими же зверскими методами уничтожались в районах гор. Риги, Саласпилсе и в Литве — Панеряй и др.

Общее количество уничтоженных по указанию Еккельна иностранных подданных еврейской национальности на территории «Остланд» составляет свыше 200 000 человек…
Также Еккельн проводил карательные акции против партизан, коммунистов и их семей. Перед отступлением немецких войск, согласно обвинительному заключению, «в результате облавы, проведенной в сентябре 1944 г. в Риге и других городах Латвии, было угнано в Германию до 50 000 человек». Кроме того, Еккельн проводил (как сказано в обвинительном заключении) «насильственную мобилизацию гражданского населения на работу по строительству оборонительных сооружений для немецкой армии, принуждая к работам в каторжных условиях даже стариков и детей». Отмечалось в обвинительном заключении, что Еккельн участвовал в грабежах и «при бегстве из Риги лично вывез несколько автомашин награбленных ценностей».
Генерал-лейтенант З. Руфф на должности коменданта Риги в 1944 году:
- Согнал жителей на строительство оборонительных укреплений, отказавшихся приказал расстреливать. В обвинительном заключении указывалось, что Руфф издал приказ о расстреле советских граждан за саботаж мероприятий германского командования[29];
- Отправил тысячи рижан в Германию. Согласно обвинительному заключению, по приказу фон Руффа в октябре 1944 года из двух детских домов Риги были вывезены около 330 детей в возрасте до 4-х лет[29];
- Перед отступлением из Риги приказал разрушить множество зданий (в том числе 2346 жилых домов, некоторые из которых были построены в XV веке)[29].

Генерал-лейтенант Дижон фон Монтетон в качестве командира 391-й охранной дивизии:
- Проводил карательные операции, в ходе которых сжег деревни вместе с жителями. Согласно обвинительному заключению, карательные экспедиции проводились в период с октября 1942 года по август 1944 года на территории Белоруссии и Смоленщины[30];
- Приказал взорвать здания в Каунасе;
- Из Лиепаи угнал в Германию не менее 22 000 человек и вывез всю промышленность. В обвинительном заключении отмечалось, что по приказу коменданта Либавы Монтетона, «было угнано из Либавы более 22 000 советских граждан, из которых 12 000 сразу же были отправлены в Германию»[31];
- При отступлении немецких войск из села Городни на Ржев в конце 1941 года (согласно обвинительному заключению) отдал приказ об уничтожении всех населенных пунктов на пути отступления 167-го пехотного полка, во исполнение которого в Московской и Калининской областях были уничтожены более 50 сел и деревень, население которых было «уничтожено или угнано в немецкое рабство»[32];
- В феврале 1945 года (согласно обвинительному заключению) «утвердил приговор гарнизонного суда о расстреле советского военнопленного за то, что последний, будучи голодным, во время работ по погрузке взял для себя незначительное количество продуктов»[31];
- В феврале 1945 года утвердил (согласно обвинительному заключению) приговор о заключении в тюрьму 10 советских военнопленных, за то, что «они, будучи голодными, во время погрузки в порту брали для себя продукты питания»[31];
- В марте 1945 года (согласно обвинительному заключению) издал приказ о расстреле 5 военнопленных[31].

В подчиненной Монтетону военной тюрьме Либавы в отношении арестованных «применялись пытки и истязания, заключенных избивали резиновыми палками, нагайками, их пытали электрическим током, топтали ногами и т.д», причем Монтетон, «посещая эту тюрьму, поощрял эти зверские пытки».

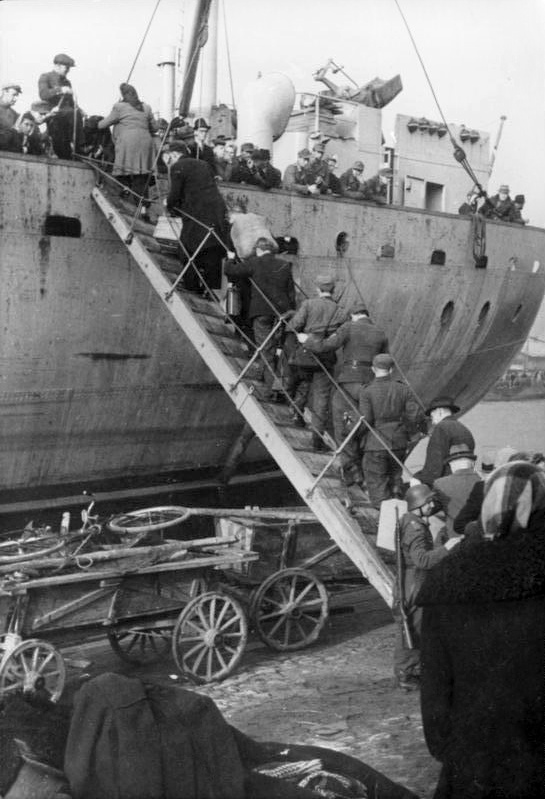
Эвакуация гражданского населения из Курляндии (Вентспилс, октябрь 1944 года)

Вертер занимал должности коменданта полевой комендатуры № 189, а потом № 186 и обвинялся в следующем:
- По приказам Вертера его подчиненные на территории Калининской и Ленинградской областей, а также Латвийской ССР «расстреляли, заживо сожгли и замучили сотни ни в чем неповинных советских мирных граждан, в том числе стариков, женщин и детей». В частности, в районном центре Струги Красные почти ежедневно проводились расстрелы советских граждан как по причине «политической неблагонадежности», так и «уклонившихся от насильственного угона в Германию»;
- В июле 1943 года по распоряжению Вертера были убиты 60 советских цыган, причем цыганских детей «немцы совали в мешки и ударами об деревья убивали их»;
- Насильственный угон советского населения в Германию. Угон производился из РСФСР, а также из Латвии. Так из «из городов Валмиера и Цесис с марта по июль 1944 года было угнано в Германию 17.000 советских граждан». Кроме того, в августе 1944 года Вертер по угрозой расстрела угнал около 4,5 тысяч человек из города Слока в Курляндию (на оборонительные работы), а затем в Германию. В апреле 1945 года Вертером «было угнано в Германию латышское население из прифронтовой полосы»;
- Принуждение советского населения в октябре 1943 года к строительству укреплений. По приказу Вертера «мирное население от 12 до 60-летнего возраста принуждалось к работам по строительству оборонительных укреплений в районе Кудеверь». Принудительно привлекались мирное население и советские военнопленные по 12 часов в сутки на земляные работы по обороне Риги с июля по октябрь 1944 года, причем работали (порой под артиллерийским обстрелом) «женщины, вплоть до 70-летнего возраста, беременные женщины и дети 13-14 лет лет, калеки и хромые» «в непогоду, по колено в глине, в воде, болоте». При этом 13 августа 1944 года по приказанию Вертера за уклонение от оборонительных работ на Рижском Взморье были расстреляны «19 мирных жителей, на трупах многих из них обнаружены следы пыток»;
- Отдача приказа о взрыве при отступлении ряда объектов («жизненно-важные промышленные предприятия, культурно-бытовые учреждения и другие сооружения») в городах Валмиера, Цесис, Алуксне и Лимбажи;
- Осуществление по приказу Руффа при отступлении из Риги взрыва ряда зданий в Риге;
- Отдача приказа о разрушении бумажной фабрики и цементного завода в городе Слока.

Павель согласно обвинительному заключению:
- В должности командира 15-й пехотной дивизии в 1941—1942 годах при отступлении от Наро-Фоминска к Вязьме «подвергал опустошению районы по пути отступления»;
- В должности начальника управления лагерей для военнопленных «Остланд» командовал всеми лагерями для военнопленных на территории Литвы, Латвии и Белоруссии с конца октября по середину декабря 1942 года. В этих лагерях проводилось «массовое истребление советских военнопленных»: голодная норма (120—150 граммов хлеба в день, изнурительный труд, «содержание зимой под открытым небом или в неотапливаемых фанерных павильонах и полуразрушенных бараках», скученность, антисанитария, отсутствие медицинской помощи, побои, пытки, расстрелы (причем расстреливались также «больные и неспособные к труду»);
- В должности начальника главной полевой комендатуры Белоруссии Павель в январе 1943 года издал приказ о проведении карательных мер против мирного населения, которым предписал уводить скот, сжигать дома и брать заложников. В мае 1943 года Павель стал одним из руководителей карательной экспедиции против белорусских партизан, в ходе которой был сожжен ряд населенных пунктов, истреблено до 15 тысяч мирных граждан и до 10 тысяч угнано в Германию;
- В должности начальника тыла 4-й армии в Смоленской области Павель в 1943 году провел ряд карательных экспедиций, сжигал деревни и выселял их жителей.

Кюппер (комендант полевой комендатуры № 818 в Даугавпилсе с марта 1942 года по июль 1944 года) согласно обвинительному заключению:
- Приказал провести в августе 1943 года карательную экспедицию в районе Браслава, в ходе которой сожгли несколько деревень, а жителей истребили (некоторых сожгли заживо);
- Обеспечивал боеприпасами, амуницией и продовольствием карательную экспедицию «Венский лес» в районе местечка Киндра;
- Командовал войсковыми частями, которые участвовали в антипартизанской операции «Зимнее волшебство»;
- Лично участвовал в карательной экспедиции в районе Браслав — Миоры, в ходе которой были сожжены хутора и деревни, а их жители истреблены;
- В августе 1943 года в Даугавпилсе приказал оцепить несколько улиц и арестовать более 80 советских граждан, которых потом расстреляли;
- Летом 1943 года в Даугавпилсе приказал расстрелять «за скрытие своей национальности» киномеханика Шпака;
- 14 сентября 1943 года по приказу Кюппера в Силене были публично повешены трое советских военнопленных и двое местных жителей, причем «для устрашения на эту зверскую расправу были согнаны жители четырех волостей»;
- Проводил массовые облавы в Даугавпилсе, задерживал местных жителей и направлял их в Германию, а «уклоняющихся от угона в Германию расстреливали на месте»;
- Насильно направлял в 1943—1944 годах мирное население и военнопленных на строительство оборонительных укреплений в районе Даугавпилса, причем «обращение с работавшими было зверское, продовольствия они не получали»;
- В июле 1944 года по приказу Кюппера «были угнаны в тыл немецкой армии все жители районов Силене-Земгале, Скрудолина-Курцум, а имущество их подверглось разграблению»;
- В подчиненных Кюпперу лагере советских военнопленных «Дулаг 100» и в его отделении в районе станции Даугавпилс II (там кроме военнопленных содержались мирные граждане) «заключенные массами гибли от голода, холода, болезней, побоев и истязаний». При этом «в бараках, где обнаруживался один или несколько заболевших тифом, все проживавшие в бараке военнопленные расстреливались»;
- При отступлении подчиненные Кюппера заминировали все промышленные предприятия Даугавпилса и прилегающих к нему районов, а также культурные учреждения и сооружения коммунального хозяйства. Взорвали вокзал, вагоноремонтные мастерские, депо, электростанцию, 40 «предприятий местной промышленности», городскую больницу, народный дом, 32 школы, 4 гостиницы, 15 бань, телефонно-телеграфную сеть, 2598 жилых домов;
- В Салдусе (в качестве сначала коменданта полевой комендатуры № 818, а затем военного коменданта) Кюппер «под угрозой расстрела привлекал мирное население на работы по строительству оборонительных сооружений, принуждая работать без обуви, одежды и питания всех граждан от 14 до 65 лет», а также «принуждал военнопленных к работе по строительству укреплений для немецкой армии». При отступлении издал приказ о насильственной эвакуации всех жителей Салдуса и его района в Германию, причем имущество эвакуированных было разграблено;
- Отдал приказ, по которому были разрушены предприятия, а также жилые дома в Салдусе и Крустпилсе;
- На территории Украинской ССР в районе Кобеляки исполнял обязанности коменданта полевой комендатуры № 248, в качестве которого передавал в полицию дела на граждан по обвинению в саботаже и изымал имущество колхозов и колхозников (скот, птицу, продовольствие);
- На территории Украинской ССР в районе Конотопа в должности представителя командующего тылового района группы армий «Юг» в 105-й венгерской дивизии участвовал в принятии решения в августе — сентябре 1942 года «о выселении всех жителей из 50-километровой полосы, уничтожении всех построек и о расстреле без предупреждения всех гражданских лиц, появляющихся в зоне укрепрайонов». Жители данной полосы «были угнаны, а имущество их разграблено немецко-венгерскими войсками».

Штандартенфюрер СА А. Беккинг на должности гебитскомиссара в Эстонии:
- Карал за неуплату налогов;
- Отправлял в тюрьмы «неблагонадежных лиц»;
- Угнал в Германию 3000 человек и разграбил их имущество;
- Проводил карательные операции в Изборском районе;
- Разграбил Псково-Печорский монастырь;
- Приказал префекту полиции округа Ярвен арестовывать «всех отпущенных немцами для работы в сельском хозяйстве советских военнопленных украинской национальности, проявивших себя „политически неблагонадежными“»[36];
- По приказу Беккинга префект полиции составил списки на «политически неблагонадежных лиц», на основании которых (списки Беккинг передал органам СД) были расстреляны более 300 советских граждан[37];
- Жительница Печор старуха Трупте была оштрафована Беккингом и посажена в тюрьму за то, что подала проходившему мимо советскому военнопленному «кусок хлеба»[38].

Хозяйственная деятельность Беккинга привела к существенному обеднению населения Печорского уезда. В обвинительном заключении приведены показания Беккинга:

…За период исполнения мною должности областного комиссара Печерского уезда в результате мною проводимых мероприятий по выполнению указаний генерального комиссара поголовье скота уменьшилось в Печерском уезде на 60 — 70 процентов…
Все подсудимые совершили преступления на территории Прибалтики. Однако некоторые подсудимые совершили преступления также на территории иных республик СССР:
- Белорусская ССР — 4 подсудимых (Еккельн, Монтетон, Павель и Кюппер);
- РСФСР — 3 подсудимых (Монтетон, Вертер и Павель);
- Украинская ССР — 2 подсудимых (Еккельн и Кюппер).

Избежавший суда фон Дитфурт, согласно обвинительному заключению:
- Отдал распоряжение, в результате исполнения которого на территории Литвы и Белоруссии «вылавливали все мужское население в возрасте от 18 до 50 лет и под видом военнопленных направляли в специально созданные для этой цели лагеря»;
- Отдал приказ, по которому были в районе Вильнюса расстреляны советские активисты;
- Организовал с первых дней немецкой оккупации Вильнюса «концентрационный лагерь для членов семей военнослужащих Красной Армии, не успевших эвакуироваться в тыл Советского Союза»;
- Издал 16 июля 1941 года приказ, по которому «еврейское население контролируемых им районов было поставлено вне закона». Подчиненные фон Дитфурта проводили массовые расстрелы евреев Вильнюса и Алитуса;
- Организовал в июле 1941 года лагерь для советских военнопленных в Лиде, где был создан «невыносимый режим». Причем в августе 1941 года фон Дитфурт посетил этот лагерь, узнал из докладов коменданта и лагерного врача о высокой смертности военнопленных, но «признал такое положение вполне нормальным»;
- В августе 1941 года встретил колонну советских военнопленных. Старший колонны (немецкий офицер) доложил фон Дитфурт о том, что во время конвоирования проводятся расстрелы военнопленных, но фон Дитфурт такие действия одобрил, назвав их «расстрелами облегчения»;
- В качестве коменданта Курска в апреле 1942 года приказал вскрыть подвал кафедрального Сергиевского собора, где были замурованы ценности Курской картинной галереи. Из этого хранилища фон Дитфурт лично изъял 95 лучших картин.

То есть фон Дитфурту вменялись преступления, совершенные не только на территории Прибалтики, но и на территории Белоруссии и РСФСР.

## Правовая квалификация деяний подсудимых

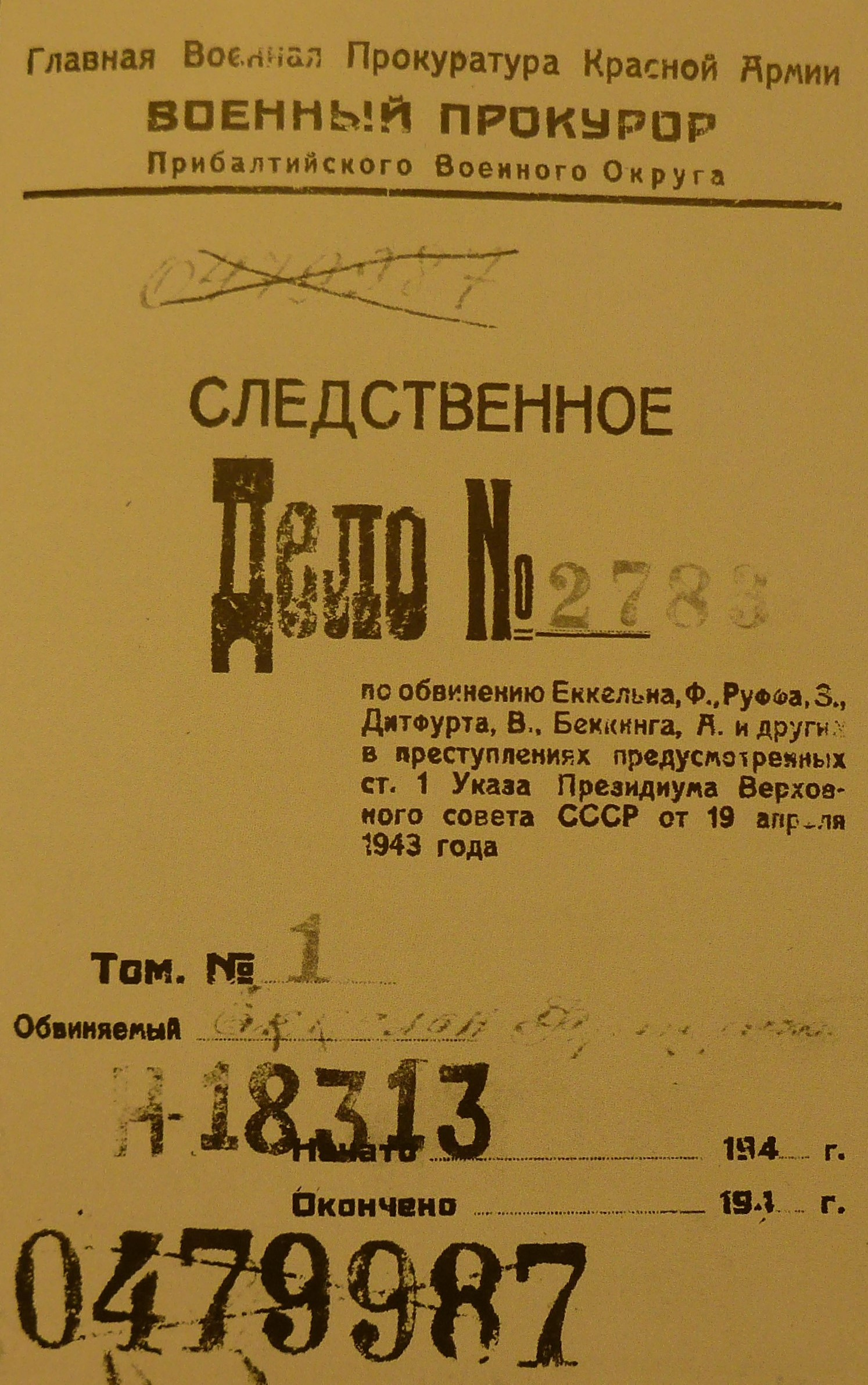
Обложка следственного дела Рижского процесса. Указаны название и правовая квалификация деяний подсудимых

Всех обвиняемых судили по статье 1 Указа Президиума Верховного совета СССР от 19 апреля 1943 года. В приговоре указано, что суд руководствовался также Уголовным и Уголовно-процессуальным кодексами РСФСР, действовавшими на территории Эстонии, Латвии и Литвы.

## Судебные заседания
Рижский судебный процесс открылся 26 января 1946 года и продолжался до 2 февраля 1946 года. Заседания были утренние и вечерние и распределялись по датам:
- 26 января 1946 года (1 заседание) — чтение обвинительного заключения (на русском и немецком языках). Подсудимые подтвердили свои показания, данные на предварительном следствии, и заявили, что обвинение им понятно и вину они признают;
- 27 января 1946 года (утреннее заседание) — допрос Еккельна;
- 27 января 1946 года (вечернее заседание) — допрос Еккельна;
- 28 января 1946 года (утреннее заседание) — допрос свидетелей Ю. К. Акмена, Г. К. Берга, К. К. Бриедис, Э. Юста, Я. Я. Каулиньша;
- 28 января 1946 года (вечернее заседание) — допрос свидетелей И. У. Адлер, М. Папп, Н. А. Македонского, И. И. Терентьева и Центрграфа;
- 29 января 1946 года (утреннее заседание) — допрос свидетелей М. Г. Брикман и Блашека, а также подсудимых З. Руффа и Вертера;
- 29 января 1946 года (вечернее заседание) — допрос подсудимого Руффа, а также свидетелей А. К. Хартманис, Ф. Ю. Пуритис, А. К. Румба, Ю. Ю. Лациса и Я. Вильде;
- 30 января 1946 года (утреннее заседание) — допрос подсудимого Д. фон Монтетона, а также свидетелей Мутуль, А. П. Ковалева, Вайн и Шейфера. Оглашение показаний свидетелей Павловой и Щегловой;
- 30 января 1946 года (вечернее заседание) — допрос подсудимого Вертера, свидетелей Абикис, А. Г. Рословой, Быкова и Швердт;
- 31 января 1946 года (утреннее заседание) — допрос подсудимого Г. Кюппера и свидетелей Д. Л. Липовича, Я. Я. Лиепиньш;
- 31 января 1946 года (вечернее заседание) — допрос подсудимого Б. Павеля и свидетеля С. Вайкуля;
- 1 февраля 1946 года (утреннее заседание) — допрос подсудимого А. Беккинга, свидетелей Юнкера, Назарова, Рушанова, Вайля и Сушинскаса;
- 1 февраля 1946 года (вечернее заседание) — допрос свидетелей Трейера, Анолика и С. Розенберга. Выяснение имеются ли у подсудимых ходатайства и дополнения к судебному следствию;
- 2 февраля 1946 года (утреннее заседание) — выступление государственного обвинителя Н. П. Завьялова;
- 2 февраля 1946 года (вечернее заседание) — выступление адвокатов, а также подсудимые выступили с последними словами. Уход судебной коллегии на совещание, после чего оглашение приговора.

## Линия защиты и адвокаты подсудимых
Все подсудимые признали вину и подтвердили на первом судебном заседании (26 января 1946 года) свои показания, данные на предварительном следствии. Адвокатами подсудимых (по назначению суда) были:
- Н. Н. Миловидов (защищал Еккельна);
- Б. Н. Долгополов (защищал фон Руффа);
- С. Е. Санников (защищал фон Монтетона);
- П. П. Дивногорский (защищал Павеля и Беккинга);
- В. П. Маркевич (защищал Вертера и Кюппера).

Все семь подсудимых в последнем слове 2 февраля 1946 года просили о смягчении приговора.

## Переводчики
Переводчиком на процессе был Пётр Крупников, служивший офицером 201-й Латышской стрелковой дивизии.

## Допрошенные в судебном заседании свидетели

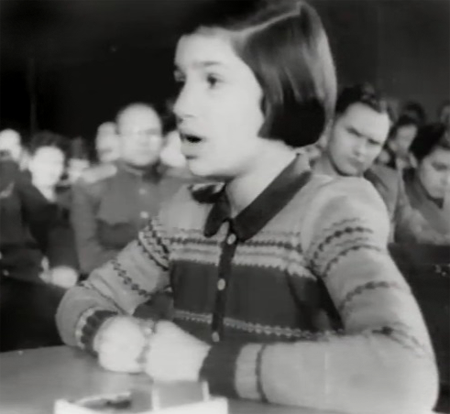
14-летняя свидетельница Марьяна Папп дает показания на Рижском процессе

На Рижском судебном заседании был допрошен ряд свидетелей, в том числе советские граждане и немецкие военнопленные. Среди советских граждан были представители духовенства:
- Председатель епархиального совета православной церкви Латвии — Н. А. Македонский;
- Протоиерей православной церкви Резекне Е. Н. Рушанов.
- Иеромонах Псково-Печерского монастыря Серафим (Розенберг);
- Митрополит католической церкви Латвии Станислав Вайкуль (в период оккупации настоятель прихода в Ливанах).

Среди допрошенных свидетелей были также советские коллаборационисты. В частности, показания суду дал Ю. Ю. Лацис, который в 1944 году руководил департаментом социального обеспечения.
Допрошенные судом немецкие военнопленные имели разные чины — до генерала включительно. Некоторые из них знали подсудимых на протяжении ряда лет. В частности, был допрошен Вайн — денщик фон Монтетона с 1938 года по день капитуляции Германии. Среди высокопоставленных военнопленных были следующие:
- Оберштурмбанфюрер СС Блашек. Он показал, что руководил исполнением приказал Еккельна по выселению 4,5 тысяч хуторов в Литве — в дома выселенных литовцев были помещены немцы;
- Оберштурмбанфюрер СС Центрграф (бывший начальник военного суда СС и полиции в Остланде). Он показал, что на Украине Еккельн в августе 1941 года принял рапорт офицера о расстреле по его, Еккельна, личному приказу 4 пленных красноармейцев;
- Генерал-майор Эмиль Юст (бывший начальник главной полевой комендатуры Литвы). Он дал показания об антипартизанской операции на территории Литвы и Белоруссии, а также о том, что Еккельн на совещании у рейхскомиссара Лозе (Юст на этом совещании присутствовал) обещал вытащить из лесов литовцев, которые скрывались от отправки в Германию и сотню-другую этих беглецов расстрелять.

## Вопрос о Хатыни на судебном процессе
31 января 1946 года подсудимый Бруно Павель (в 1943 году он был начальником главной полевой комендатуры в Минске) сообщил суду, что он, Павель, приказал сжечь дотла деревни Хатынь и Лошадинец. В том же судебном заседании был оглашен акт Плещенской районной комиссии «о сожжении деревни Хатынь, где в огне погибло 57 мирных жителей, которых немцы заперли в сарай и сожгли там живыми».

## Приговор и его исполнение

Казнь осужденных по Рижскому процессу на площади Победы в Риге, 3 февраля 1946 года

31 января 1946 года нарком юстиции СССР Н.М. Рычков и нарком внутренних дел СССР С.Н. Круглов обратились к наркому иностранных дел СССР В.М. Молотову с запиской о завершении судебного следствия по Рижскому процессу. В записке были перечислены обвинения в отношении подсудимых и сообщалось:

Считаем необходимым подсудимых ЕККЕЛЬН, фон-РУФФ, ДИЖОН-фон-МОНТЕТОН, ВЕРТЕР, ПАВЕЛЬ, КЮППЕР и БЕККИНГ — приговорить к смертной казни через повешение. Просим Ваших указаний.
Все семь подсудимых были приговорены к смертной казни и повешены на площади Победы в Риге. Отец историка Арона Шнеера в качестве курсанта школы милиции охранял место казни и потом рассказывал сыну, что к повешенным подбегали люди и били тела палками, а с одного трупа сдернули штаны. Очевидец казни Маргерс Вестерманис рассказывал, что штаны сдернули с трупа Еккельна.

## Освещение процесса в СМИ
Процессу было посвящено несколько статей в центральных советских газетах. «Известия Советов депутатов трудящихся СССР» написали о Рижском процессе 4 раза (27, 29, 30 и 31 января 1946 года). «Правда» писала о процессе 5 раз — 27 января, 28 января, 31 января, 1 февраля и 2 февраля 1946 года.

Сообщения «Известий советов депутатов трудящих СССР» о Рижском судебном процессе (1946)
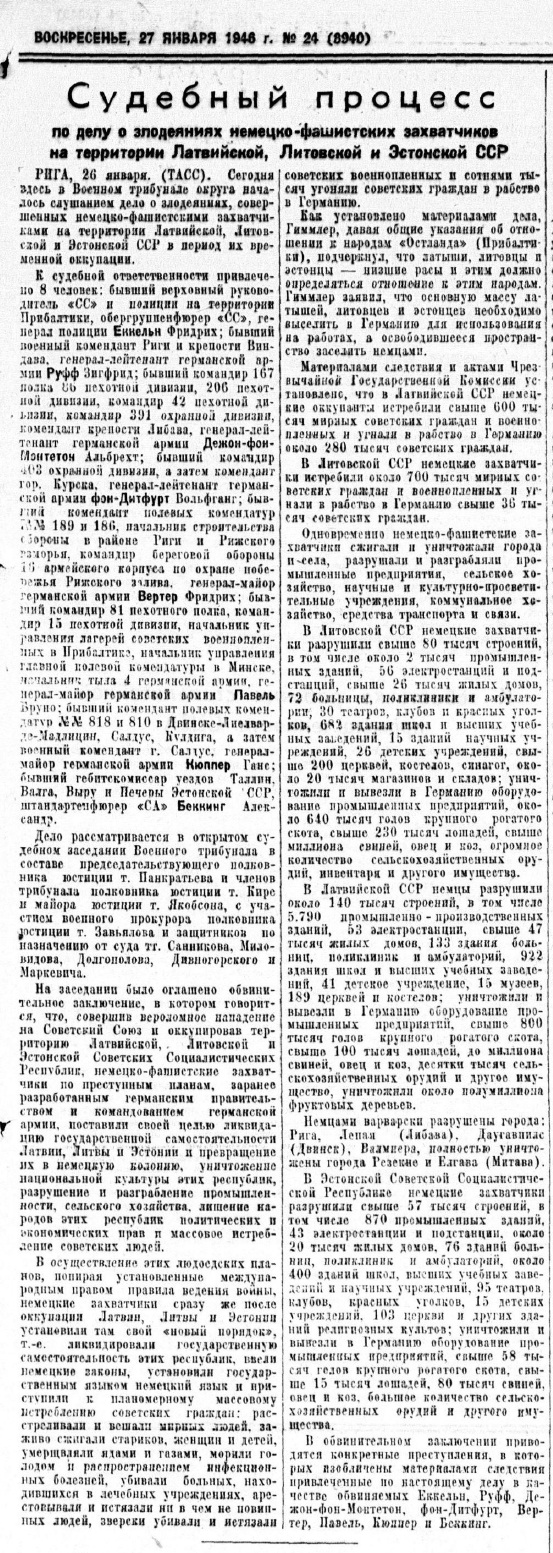
Заседание 26 января 1946 года
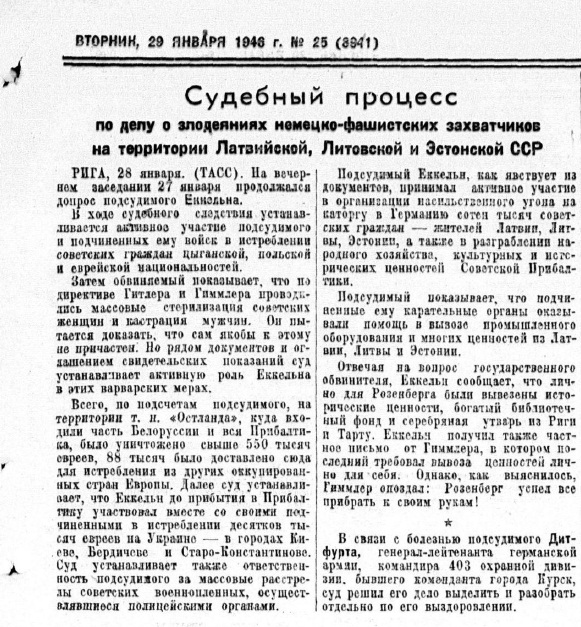
Заседание 27 января 1946 года
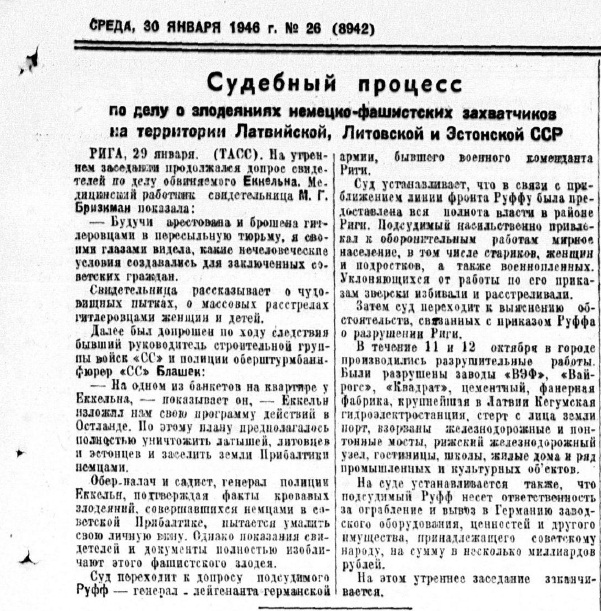
Заседание 29 января 1946 года
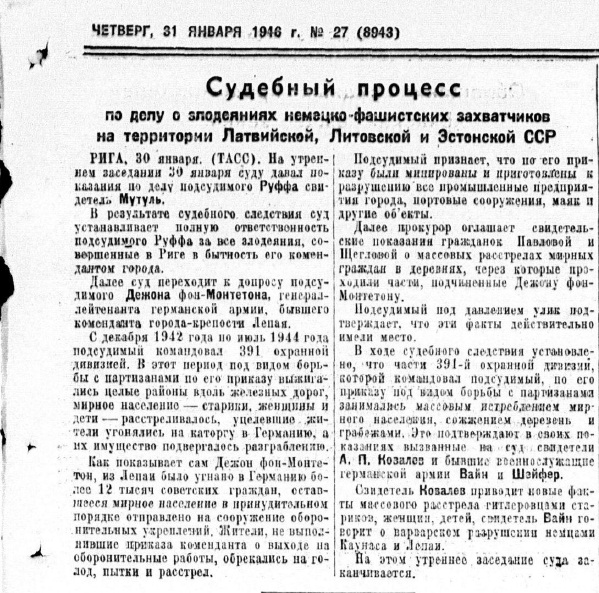
Заседание 30 января 1946 года

Сообщения газеты «Правда» о Рижском судебном процессе (1946)
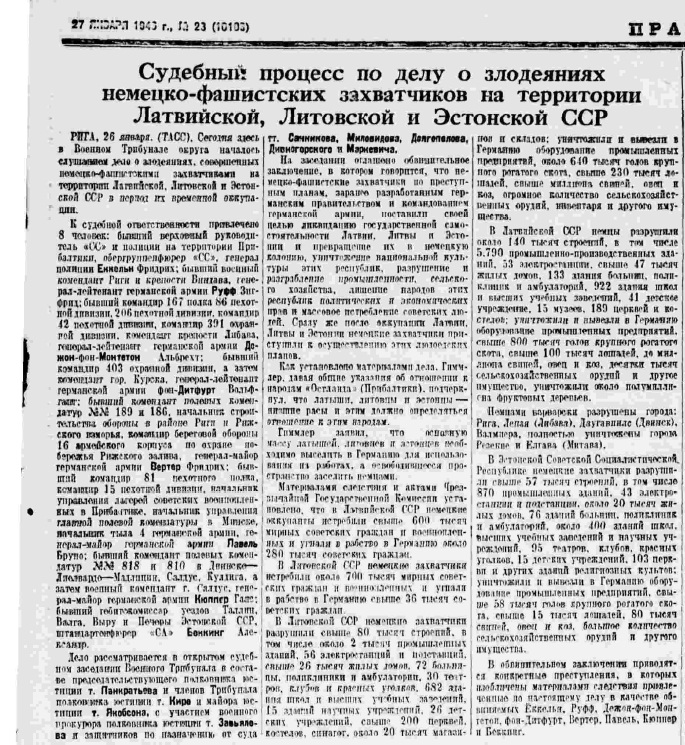
Заседание 26 января 1946 года
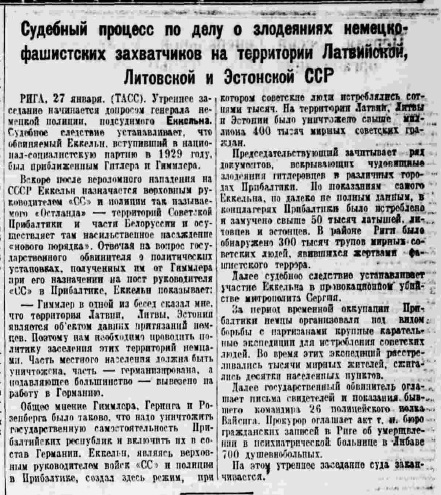
Заседание 27 января 1946 года
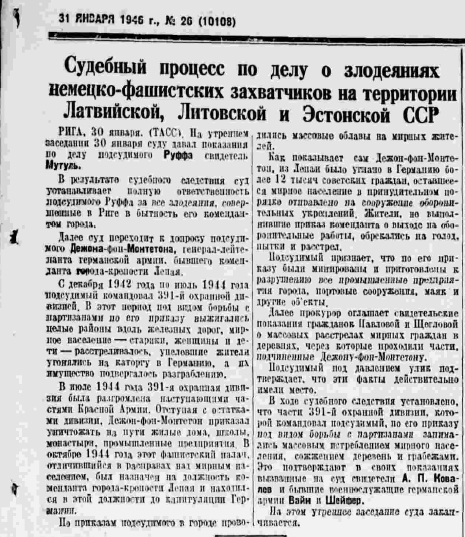
Утреннее заседание 30 января 1946 года
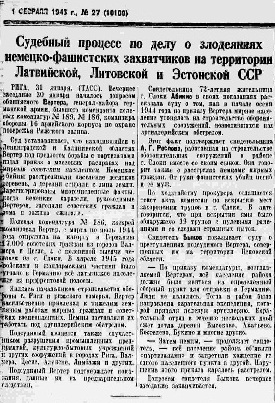
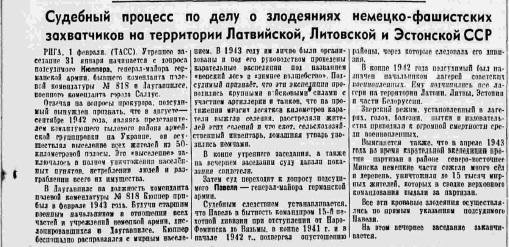
Заседание 31 января 1946 года

Писали о процессе также в местной печати. В частности, в № 24 газеты «Советская Латвия» 30 января 1946 года вышли статьи, в которых жители прибалтийских республик требовали суровой кары для подсудимых.

## Процесс в культуре
О процессе в 1946 году был снят выпуск кинохроники и выпущена иллюстрированная брошюра.

## Доступ к материалам Рижского процесса
Материалы Рижского процесса хранятся в Центральном архиве ФСБ России и неоднократно изучались историками (в частности, Юлией Кантор).
Некоторые документы Рижского процесса (в том числе текст приговора) были опубликованы в 1946 году в Риге в специальной брошюре на русском и латышском языках.
Некоторые документы опубликованы в монографии Юлии Кантор (протоколы допросов в судебном заседании и до суда Еккельна, протоколы досудебных допросов свидетелей). Кроме того, в 2015 году Владимир Симиндей опубликовал протокол допроса одного из свидетелей — протокол допроса офицера Латышского легиона СС Валерия Кирштейнса.
На сайте федерального архивного проекта «Преступления нацистов и их пособников против мирного населения СССР в годы Великой Отечественной войны 1941—1945 гг.» по состоянию на январь 2021 года размещены копии протоколов допросов обвиняемых:
- Фридриха Еккельна (до суда 30 декабря 1945 года);
- Фридриха Вертера (до суда — 28 декабря 1945 года и 4 января 1946 года);
- Александра Беккинга (до суда — 6 января 1946 года).